# 폭스 쇼케이스

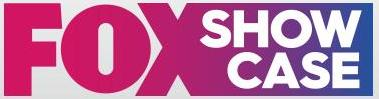

폭스 쇼케이스(Fox Showcase)는 오스트레일리아의 텔레비전 채널이다.